# Welterbe auf Niue
Niue ist am 23. Januar 2001 der Welterbekonvention beigetreten. Bislang hat das Land aber noch keine Tentativliste bei der UNESCO eingereicht und somit auch keine Kandidaten für das UNESCO-Welterbe nominiert.
Niue ist Bestandteil des World Heritage Programme for Small Island Developing States der UNESCO. In diesem Rahmen überarbeitet der Staat im Zeitraum 2016–2017 das Inventar seiner Kulturgüter. Für Niue ist gemeinsam mit Tonga und eventuell weiteren Staaten eine serielle Nominierung von Walschutzgebieten in Vorbereitung.